# 三鴨絵里子
三鴨 絵里子（みかも えりこ、1970年3月31日 - ）は、日本の女優、声優。東京都出身。藤賀事務所に所属。劇団ラッパ屋劇団員。
2020年頃にパーキンソン病発症。
2025年現在治療中。

## 出演

### 映画
- のど自慢（1999年1月15日公開、シネカノン、東宝、日活、ポニーキャニオン）
- はつ恋（2000年4月1日公開、東映）
- お父さんと伊藤さん（2016年10月8日公開、ファントム・フィルム）- コンビニ店員 役[3]

### テレビドラマ
- オマタかおる（1997年、テレビ朝日ウイークエンドドラマ）
- OUT〜妻たちの犯罪〜（1999年、フジテレビ）
- ママチャリ刑事（1999年、TBS）
- 池袋ウエストゲートパーク 第7話 洋七の回（2000年5月26日、TBS）- ミチル 役
- 部長刑事シリーズ・シンマイ。（2001年、朝日放送）- 丸山妙子 役
- 日曜劇場（TBS）
  - ガッコの先生（2001年、東芝日曜劇場）
  - いま、会いにゆきます（2005年）
  - 空飛ぶ広報室（2013年）- 宮城県東松島市小野地区の住人・渡辺 役
- 本家のヨメ（2001年、読売テレビ）
- ラブ・レボリューション（2001年、月9、フジテレビ）
- 白線流し・旅立ちの詩（2001年10月26日、フジテレビ）
- 水戸黄門（TBS）
- 相棒（テレビ朝日、東映）
  - season1 第8話「仮面の告白」（2002年11月27日）- 4人目の被害者・ミカ 役
  - season3 第16話「人間爆弾」（2005年3月2日）- 臼井ミオ 役
- はたち〜1983年に生まれて〜（2004年1月10日、フジテレビ）
- 七年目の秘密・定時制教師 石本歩（2004年9月7日、火曜サスペンス劇場、日本テレビ）
- ナースマン スペシャル『ナースマン～あの男が帰ってきた!!』（2004年）
- 木曜ドラマ（テレビ朝日）
  - 熟年離婚（2005年）
  - 国選弁護人 佐原卓治（2011年）
- 吾輩は主婦である（2006年、愛の劇場）- 小森 役
- 鉄道警察官・清村公三郎第3作「黒部渓谷トロッコツアー殺人事件」（2006年11月15日、水曜ミステリー9）- 添乗員・中牟田楓 役
- 安楽椅子探偵 - 白石くりこ 役
- 潮風の診療所〜岬のドクター奮戦記〜（2007年6月22日、金曜プレステージ、フジテレビ）- 浜中診療所の看護師・渡辺たま江 役
- 853〜刑事・加茂伸之介No.4「ダメ男に友の盃を」（2010年2月4日、木曜ミステリー、テレビ朝日）- 佐伯ホーム従業員・緑川ゆか 役
- コード・ブルー -ドクターヘリ緊急救命-2nd season 第9回「心の傷」（2010年3月8日、月9、フジテレビ）
- 天使の代理人（2010年、フジテレビ）- リフォームショップの店員・田中美穂 役
- ドラマ10（NHK総合）
  - 芸能社
  - 四十九日のレシピ（2011年）- 熱田家の親族 役
- おひさま（2011年、NHK連続テレビ小説）
- ダーティ・ママ 第6話「急展開!葵銃撃!!耳かきガール連続殺人」（2012年2月15日、日本テレビ水曜ドラマ）
- 斉藤さん2（2013年、土曜ドラマ、日本テレビ） - 本間加奈 役
- 天誅〜闇の仕置人〜第6話（2014年、金曜ドラマ、フジテレビ）- さかえ幼稚園年中組のママ友リーダー・山田雅江（紫吹淳）の仲間・高子 役
- ほっとけない魔女たち（2014年、東海テレビ放送） - 占い師・室麗子 役
- まっしろ第2話（2015年1月20日、火曜ドラマ、TBS）- 週刊誌記者・種田松子 役
- 日曜プライム 棟居刑事シリーズ11（2019年）- 村岡幸子 役

### 配信ドラマ
- 民王番外編 秘書貝原と6人の怪しい客 第4話（2016年5月13日配信、TELASA） - 大井戸倫子 役

### 吹き替え
- アガサ・クリスティー ABC殺人事件（ローズ・マーブリー〈シャーリー・ヘンダーソン〉[4]）
- ER緊急救命室シーズン12・13（メリー・ワーナー〈ナターシャ・グレグソン・ワグナー〉）#267,268
- 個人の趣向（イ・ヨンソン）
- サンダーストーン 未来を救え!
- SHERLOCK（シャーロック）（サリー・ドノバン）
- チャームド 〜魔女3姉妹〜
- トゥー・ブラザーズ
- ドクター・フー
- ボーイ・ミーツ・ワールド（レイチェル・マクガイア）
- 名探偵モンク（シャローナ・フレミング）シーズン1～3終盤、7(10話、16話)

### CM
- アリコ「家計にやさしい入院保険」
- 月桂冠「月」
- 福弥かまぼこ（ナレーション）

### ラジオCM
- パレットタウンジャックスカード
- ファミリーマート
- ホンダ企業CM

### 舞台

#### ラッパ屋
- 腹黒弁天町 - 渡辺絵里子名義[5][6]
- 裸でスキップ[7]
- あしたのニュース[8]
- 妻の家族[9]
- ハズバンズ&ワイブズ[10]
- 父の黒歴史[11]
- 2.8次元[12]

#### 外部公演
2012年
- フランクエイジ「ブギーマン 灰色の街」
- Dステ11th「クールの誕生」

2011年
- 道学先生「デンキ島 白い家篇」
- 新橋演舞場「ペテン・ザ・ペテン」

2009年
- シアタートップス閉館公演「村田さん」

2008年
- 東宝「月の輝く夜に」
- 松竹「わらしべ夫婦双六旅」
- 道学先生「デンキ島」

2007年
- 新国立劇場「たとえば野に咲く花のように」
- パルコ「魔法の万年筆」

2006年
- ウォーキング「エンディングノート」

2005年
- パルコ「最悪な人生のためのガイドブック」（トリコ（鳥山秀子））

2004年
- フジテレビ制作「ハンブルボーイ」

2003年
- 自転車キンクリーツ
- STORE「人形の家」
- ダンカンプロデュース「阿国」
- パルコ「謎の下宿人」
- パルコ「人間風車」

2002年
- こまつ座「国語元年」

2001年
- ジョッパラ「だってもさってもあさっても」
- 東宝「新橋ラプソディー」

2000年
- 博品館「天使からの招待状」
- 新国立劇場「森本薫の世界 怒涛」

1999年
- THEガジラ「パーフェクトパーフェクト」

1997年
- ABCミュージカル「狸」